# メトロイドプライム2 ダークエコーズ
『メトロイドプライム2 ダークエコーズ』（メトロイドプライムツー ダークエコーズ、METROID PRIME 2:  ECHOES）は、レトロスタジオが開発し、2005年5月26日に任天堂から発売されたニンテンドー ゲームキューブ専用ゲームソフト。アメリカは2004年11月15日、ヨーロッパは2004年11月26日に発売。

## 概要
『メトロイドシリーズ』の『プライム』三部作の第二弾。メトロイドシリーズでは初となるCERO：B（対象年齢12歳以上）の作品である。前作『メトロイドプライム』と同じFPSを採用しながら、システムは全体的なブラッシュアップがされている。またシリーズ初の対戦モードを搭載している。
今作では光と闇の世界を行き来しながらストーリーを進めてゆく。同じく任天堂が過去に発売した『ゼルダの伝説 神々のトライフォース』にも近いシステムがあったが、これは開発元のレトロスタジオが提案した。
なお、『ダークエコーズ』という副題を持つのは日本版のみで、日本以外での副題は『エコーズ（Echoes）』となっている。Echoは「反響」「残響」など音響に関する意味を持つが「模倣」という意味もあり、どちらも今作のテーマに沿った意を含んでいる。
2009年6月11日に『Wiiであそぶセレクション』シリーズの1つ『Wiiであそぶ メトロイドプライム2 ダークエコーズ』としてWiiに移植された。Wiiであそぶセレクションの中で唯一のCERO：B（12才以上対象）である。
GC版のCMキャッチコピーは「光を 奪還せよ」。なお、Wii版はテレビCMが行われなかった。

## ストーリー
遠い昔、ルミナスという種族が放浪の果てに惑星エーテルを発見し定住した。しばらくは繁栄の時代が続いたが惑星のエネルギーが枯渇している事が判明する。この危機を乗り越えるために、惑星内部のエネルギーを吸い上げ地表全体に供給するエネルギー制御装置を3つ製造し、ルミナス大聖堂とリンクさせた。これにより危機を乗り越え再び平和と繁栄の時代を築いた。
しかし平和は突然終焉を迎えることになる。エーテルに巨大隕石が衝突し、隕石の爆発と衝撃により次元が歪み、同じ位置別次元のエーテル「ダークエーテル」が発生。そして凶暴な闇の種族「イング」が攻め入ってきた。
ダークエーテルは瘴気が渦巻いており、ルミナスたちはここでは長くは活動できない。それに対しイングは元のエーテルの生物をスナッチ（憑依）して攻め入り、これによって元々の「ライトエーテル」は次第に追い詰められていくこととなる。
そんな中でルミナスは、2つの次元のエーテルがエネルギーを共有していることに気づき、ダークエーテルの惑星エネルギーを奪おうとしたが、その反攻はあえなく失敗に終わる。そればかりかエネルギー転送モジュール、ひいてはライトエーテルのエネルギーがイングに奪い取られ、ルミナスとライトエーテルは最早座して消滅の時を待つ他になくなってしまった。
同時期に、スペースパイレーツを追っていた銀河連邦軍ブラボー中隊が惑星エーテルにて消息を絶つという事件が発生する。その8日後、銀河連邦は消息を絶ったブラボー中隊捜索のため、サムス・アランを惑星エーテルに派遣する。

## 設定・用語
ルミナス (Luminoth)
惑星エーテルに生息する、高度な文明を持った生命体。昆虫タイプの生物から進化した種族で、翅の小さい蛾のような姿をしている。性質は温厚で、平穏を好む。非常に高度な知能と高い身体能力を有しており、背部の翅を使った浮遊や超能力といった能力を持つ。身長は最大で6mにもなる。各個体ごとに、氏と思われるアルファベット大文字1つと、名と思われる文字3つで構成された認識名を持つ（例えば、長老の名前である「U-Mos」など。なお、実際のルミナスはアルファベットに変換可能なルミナス文字という独自の文字を使っており、「ギャラリー」でルミナス文字の設定画を見ることが出来る）。
ルミナスは移住者であり、種族の発祥はエーテルではなく、彼らの記録・ルミナスログにも発祥場所が記されていない。そのため長らく故郷を持たない種族であったが、放浪の末に見つけたエーテルに定住することを決める。
後述のようにサムスが訪れた時点ではイングとの戦いによりライトエーテルと共に滅亡を待つばかりの状態であったが、サムスの活躍の末にダークエーテルが消滅、避けられないと思われた滅亡から脱してコールドスリープに付いた者たちも目覚め、その後はエーテル復興に努めている。
ルミナス製のスーパーミサイルが鳥人族のものに似ていたり、鳥人族のテクノロジーであるはずのスクリューアタックがエーテルにあったりと、様々なテクノロジーがサムスのパワードスーツと互換性を持っている。これは『プライム3』でルミナスと鳥人族双方と交流があった種族ブリオニアンの存在が判明していることから、ルミナスと鳥人族の間にもかつて交流があったためだと思われる。
ルミナスのデザインは、元々は開発元のレトロスタジオが『メトロイド』シリーズとは別に行っていたものである。
イング (Ing)
ダークエーテルに生息する、未知の生命体。詳細はフェイゾン、ボスキャラクターの項を参照。
ダークサムス (Dark Samus)
サムスに酷似した姿を持つ謎の存在。詳細はダークサムスを参照。
ブラボー中隊 (Bravo the company)
サムスが元々捜索依頼を受けていた銀河連邦軍のパトロール部隊。
スペースパイレーツの活動調査のため、このセクターに向かっていた際にパイレーツの補給船を発見、ダーシャ星系にて交戦してこれを撃破して追跡するも、エーテルの次元の歪みによる磁気嵐に巻き込まれ、パトロール艇の外部装甲や機構に重度のダメージを負ってしまい、山岳地方面に不時着する。磁気嵐の影響で銀河連邦本部への通信が出来ず孤立状態となった中隊は2つの分隊に分かれ、オペレーション施設の建設と宇宙船の修復に取り掛かるが、スプリンターの巣近くに施設を建設したため、彼らの妨害を受けてしまう。最終的に弾薬の消費を抑えるべく、殺虫性の毒ガスによってスプリンターを一掃する計画が実行されるも、部隊員の数名が施設内の事故によってガスエリアに閉じ込められ死亡、さらに獲物を見つけたイング族によってスプリンターや部隊員の数名がダーククリーチャー化、結果イング族の大規模な襲撃によって部隊は全滅した。総員は22名存在し、キャプテン、副長（補佐）、副官、軍曹、曹長、伍長、技術者、衛生兵、通信担当、技術技師、科学者、砲手、連邦兵士に分けられて、アーマー内部のボイスレコーダーにログを残している。また、連邦製の周辺防衛用タレットや宇宙船用貨物室ドアを改造したゲートや橋などはそのまま残っていた。
作中でスキャン、ログブックで閲覧出来るブラボー中隊の船は「Tvr」という名称であり、主に惑星系の巡視、警備に使われる、銀河連邦製の最新型スペースシップである。続編『プライム3』にて、サムスの報告を受けて派遣された姉妹艦「Ahr」の部隊と協力を買って出たルミナスたちと共に回収され、同時に放棄され解体したパイレーツの採掘施設から数十キロ単位のフェイゾン鉱石も回収していたとなっている（これが『プライム3』に登場する装備・PED開発の元となった）。
銀河連邦軍の兵士の詳細な姿や装備、部隊などが登場したのはシリーズにおいて本作が初である。部隊員の装備は銀河連邦軍の標準的武装であり、ハンドガンはマシンガンタイプのものを使用している。
スペースパイレーツ (Space pirate)
シリーズ恒例の敵対勢力で、銀河系支配を企む宇宙の海賊。今作のスペースパイレーツはエーテルでの事件に深く関わっておらず、因果応報ながらもむしろ被害者となっている。
本作に登場する部隊は、前作『プライム1』とは別に派遣された部隊である。惑星エーテルにフェイゾンの存在が感知されたため、最高司令部からエーテルのフェイゾンの埋蔵量を調査する指令を受けて訪れていた。銀河連邦の勢力圏内ではあったものの、最高レベルのステルス装置が用意され、警護としてコマンドパイレーツのエリート部隊が配備されるなど十分な待遇を受けたことや、エーテルは穏やかな環境で住んでいるルミナスも温和というデータだったため、当初は楽観視していた。
だが、パイレーツが持っていた惑星の情報は隕石落下及びダークエーテル発生以前のものであり、実際には次元の歪みによる磁気嵐などの異常気象にイングの頻繁な襲撃という惨状で、どうにかダークエーテルの存在とそこにフェイゾンがあることを突き止めるも、フェイゾン採掘もダークエーテルの猛毒の大気、イングの攻撃やスナッチによって犠牲者が続出し、絶えない大量の兵士の犠牲の上でようやく成り立つという有様だった。更には後にダークサムスが現れて採掘したフェイゾンやステルスフィールドを略奪、ステルスフィールド発生装置を失ったことで銀河連邦に気づかれ、補給船がブラボー中隊の攻撃を受けて墜落、果てはブラボー中隊捜索を受けたサムスも訪れるなど、まさに四面楚歌状態となってしまった。
このため、基地はルミナスの遺跡を再利用するだけで精一杯で、拡張どころかアーゴン以外の基地を展開出来ず、惑星ターロンIVのような大規模な基地の建設やフェイゾンの研究成果の他、本来の目的であるフェイゾンの総埋蔵量の調査結果ですら全く得られなかった。パイレーツが書いた雑記含めたログの内容も、愚痴や嘆きなどの不満、挙句には娯楽を始めて現実逃避する者が出るなど、悲惨な状況に関するものが多く、あるログでは最後に「我々が壊滅する前に、そろそろ良いことがあっても不思議はない。」と締めくくられているほどである。
またエネルギー資源用のメトロイドの保管場所もなく、メトロイドが監禁状態から極度の興奮状態となり被害者や死亡者が続出したり、十分な電力が確保出来ずポータル発生装置の使い過ぎでパワートイレがオフラインになったり、作業員の相次ぐ死亡によるダークエーテルの調査・研究の遅れから、フェイゾンの採掘や新兵器の研究どころではなくなったりなど二次的な要因も含めて、この基地のパイレーツたちは自暴自棄となってしまう者がほとんどとなり、明らかに現場環境は過去最悪と言わざるを得なかった。
『プライム3』で明らかとなったログデータでは、ダークエーテルが消滅した後は、事後処理のために訪れた銀河連邦軍とルミナスたちに気づかれないよう早々に惑星エーテルを脱出したことが書かれている。また、その後エーテルに派遣した部隊は銀河連邦軍の出発にすら間に合わなかったものの、彼らが気づかずに回収し損ねた大部分のフェイゾンを持ってエーテルを出発出来たことが書かれている。しかし、彼らにはこれを遥かに上回る悲惨な運命が待ち受けており、最期には「確実に言える…我々は呪われている!」と悲痛な叫びを残すという有様だった。
惑星エーテル、ダークエーテル (Planet Aether, Dark Aether)
冒険の舞台。流浪していたルミナスが辿り着き、新たな故郷としたダーシャ星系の惑星。非常に美しい星であるものの老いた惑星であり、移住当時は惑星のエネルギーが尽きかけ消滅の危機にあったが、惑星のエネルギー（ルミナスたちの通称は「エーテルの光」）を一旦集積して無駄無く配分するエネルギー制御装置を開発して大幅な延命措置を施し、これを逃れていた。銀河連邦の勢力圏内の惑星だが、スペースパイレーツのログなどから見ると比較的辺境に位置する星らしい。なお、惑星エーテルの1サイクルは地球の約3年に相当する。
その後、作中では50年前にフェイゾンの隕石が衝突した衝撃により別次元の同座標にダークエーテルが現れる。これにより惑星のエネルギーが二分され、片方のエネルギーを全て奪えばどちらかが消滅するため、ルミナスはダークエーテルと同時に現れたイングに対し生存を懸けた戦いを続けていた。ダークエーテルにはフェイゾンが存在するため、スペースパイレーツの最高司令部は惑星ターロンIVとほぼ同時期に、惑星エーテルにも別働部隊を送っており、フェイゾンの採掘や基地の建設を行っていたが、上記の問題などでターロンIVでのような結果は得られなかった。
最終的にサムスが惑星のエネルギーを全てライトエーテルに戻したため、ダークエーテルはイングやフェイゾンを含めて完全に消滅した。続編『プライム3』によると惑星エネルギーの安定を取り戻したことで自然環境は徐々に回復に向かい始め、目覚めたルミナスたちが回復作業に従事しているらしい。

## システム
「舞台」の項でも後述する2つの世界の要素を始め、本作の他のシリーズ作品から大きく特徴付けている要素として、「光と闇の2つの属性」という概念がある。サムスやルミナス・スペースパイレーツなど、元々の世界の基本的な存在は「ライト（光）属性」を、イングやイングの乗り移られた対象（ダーククリーチャー）など、ダークエーテル特有の存在のみ「ダーク（闇）属性」を持つ。
ダークエーテルでの行動の要地となるセーフゾーンには、常時フィールドを張り続けるライトクリスタルと、ビームを当てると一定時間張り続けるライトパフの2種類がある。
これらはダーク属性を受けると一定時間効果を失うナリファイライトクリスタル/パフ （このときにパワービームまたはライト属性を受けると、即座に元に戻る）、ライト属性を受けると触れたイングを消滅させるスーパーライトクリスタル/パフに一定時間強化される。アナイアレイタービームの場合はイング即死能力に加えダーク化時のようにイングが警戒を抱かず、周囲のイングを引き寄せるウルトラライトクリスタル/パフを一定時間張る。
ライトエーテルの対象はダーク属性に、イングなどダークエーテルの対象はライト属性が有効である。しかし、ビームの弾数を回復させるアイテム、ビームアモは敵やコンテナを攻撃した属性と逆属性のアモが出現するようになっている（パワービームの場合、エネルギーボール・ミサイル・パワーボムのみ出現。アナイアレイタービームの場合、両方のアモが出現する）。そのためコンテナなどをよく使う方とは逆の属性で破壊し、ビームの弾を補充していく必要がある。

## 舞台
ライトエーテルとダークエーテル
元から存在する本来の惑星エーテル「ライトエーテル」と、イングたちが存在するもう1つのエーテル「ダークエーテル」という2つの世界を行き来しながらの探索となる。2つの世界は次元の裂け目ポータルを用いて行き来する。これは起動装置にスキャンバイザーを使用して発生させるものと、フィールドに点在する次元の歪みに向かう世界の属性（現在の世界と逆の属性）の攻撃を放ち発生させるものの2種類がある。
この2つの世界のマップ構造は似て非なるもので、片方の世界では通行不能であったものが、もう片方が通行可能であるといったことも多い。その一方で、片方の世界で仕掛けを起動すると、もう片方の世界も連動して仕掛けが動くというものも存在する。
ダークエーテルでは猛毒の大気により、何もしなくとも時間経過でダメージを受けてしまう（約1秒間につき5ダメージ）。しかしダークエーテルにはルミナスたちが命懸けで設置したセーフゾーンというフィールドが点在し、入っている間は大気でダメージを受けず、徐々にエネルギーを回復（約1秒間につき1ポイント）することが出来る。これをいかに活用しながら進むかがダークエーテル攻略の鍵となる。
大気によるダメージは、ダークスーツを入手するとセーフゾーン中のエネルギー回復速度と同等のペース（約1秒間につき1ダメージ）にまで大幅減速し、ライトスーツを入手すると完全に無効化出来るようになる。
ダークエーテル各エリアのエネルギー制御装置が存在する聖堂には、エリア内のダークエーテルに散らばる3つのキーを集める必要がある。そしてキーを集めてロックを排除すると各エリアのボスとの戦闘となり、これを撃破し目的の惑星エネルギーを奪還、ライトエーテルの聖堂へとエネルギーを転送すればそのエリアはクリアとなる。
ただし最後のエネルギー制御装置の元へ向かうには、ダークエーテルの全エリアに散らばる暗黒の大空聖堂キーを9つ集めなくてはならない（実際は10個あるが、ルミナスによって、1つ既に嵌め込まれているため、残りの9個を集める必要がある）。
主なエリア
審判の門ルミナセウス (Temple Grounds)
ルミナス大聖堂の下に築かれた遺跡で、ルミナスの活動の中心地点だった場所。消息を絶った銀河連邦軍のブラボー中隊はここに墜落し、磁気嵐に巻き込まれたサムスのスターシップもここに不時着することとなった。また、スターシップの着陸地点付近の地下洞窟には、ブラボー中隊が煩わされていたスプリンターの大規模な巣がある。
闇のルミナセウス
ルミナセウスとは対照的に、本格的に探索するのはゲーム終盤となる。設置されているライトクリスタルも少なく、フェイゾンが数多く存在し、一部エリアはダークウォーターに没している。加えて各エリアに分断された差異点が多く、ライトエーテルとの経由が必須となる。
ライトエーテルと同様、上空には暗黒の大空聖堂が浮かんでいる。
砂と荒廃の地アーゴン (Agon Wastes)
最初の惑星エネルギー奪還のため訪れる場所で、見渡す限り荒野が続き砂嵐が吹き荒れている。元々は肥沃な草原地帯であり、隕石の落下の際に焼き尽くされ現在は見る影も無いが、スペースパイレーツはここを拠点に活動していた。
闇のアーゴン
サムスが初めて探索するダークエーテルのエリアとなる。
ライト側でパイレーツ基地が存在していたエリアは、数多くのフェイゾンが存在する危険地帯となっている。
水底に眠る神殿トーバス (Torvus Bog)
雨が止むことなく降り続ける沼地。かつては広大な森林地帯であったが、隕石落下時の地殻変動により湿地帯となり神殿も地下に埋没してしまった。ライトエーテルでの神殿内部のBGMには、『スーパーメトロイド』でのブリンスタとマリーディアの中間地点のアレンジ版が使用されている。
闇のトーバス
ライトエーテル側で浸水、水没していたエリアは全てダークウォーターに置き換わっている。その代わり、闇の水底神殿は水没していない。
ただしパワーボムが無ければ破壊出来ないゲートロックや障害物が多く、序盤はライトエーテルとの往復が必要である。
聖なる浮遊要塞ホレイト (Sanctuary Fortress)
空高くに浮かぶ巨大な機械要塞。元々はルミナスがエーテルに移住して間もない頃に山地に築き上げた浮遊都市であり、イングとの戦いの際ルミナスの科学技術を結集した機械化要塞に改造された。最初はメカノイド（戦闘用ロボット）部隊により優勢に進めていたが、イングが機械へのスナッチを成功させたことにより逆にイング側最大の要塞と化してしまった。現在でも、システムの管理下を離れてしまったメカノイドやドローンが徘徊し、侵入者を迎撃する。
闇のホレイト
ライトエーテル側以上に守りが固く、新たな装備が無ければほとんど探索することが出来ない。そのため、これまで以上に二つの世界を往復し、警備の裏をかく必要がある。
ライト側にあった浮遊する足場や橋、エレベーターなどは、ダーク側ではその多くが崩落もしくは消滅している。
ルミナス大聖堂 (Great Temple)
アーゴン・トーバス・ホレイトの中心の位置に築かれた大聖堂であり、最大のエネルギー制御装置が置かれている。イングに追い詰められたルミナスの生き残りたちは最長老U-Mosを除きここでコールドスリープに着いていた。各3エリアの方面近くに向かうエレベーターと大量の繭型スリープ装置とセーブルームがある下層、そしてエネルギー制御装置が置かれた上層で構成されている。
暗黒の大空聖堂
闇のルミナセウス上空に存在し、最強のイングであるエンペラーイングが待ち構えている。ライトエーテル側の聖堂は三本のエレベーターを支柱に聳え立っていたが、暗黒の大空聖堂は完全に空中に浮遊し、テレポートシステム以外に到達するすべがない。また、テレポートシステム自体も十の鍵によって封印されている。
外観及び内部は、ルミナス大聖堂がそのまま上下逆さまになった構造をしている。

## ボス
ギガスプリンター
エーテルに生息する社会性の大型肉食虫スプリンターの群れで最大・最強の雄個体で、群れの幼生の為に獲物を捕らえる狩りのリーダーである。体格を活かした高速の体当たりで攻撃してくるが、この際にロックオンが外れるため、イングにスナッチされる前よりも回避が困難な状態になっている。
ある程度ダメージを与えるとイングが現れスナッチをするイベントが発生、ダークギガスプリンターに変化する。攻撃力、敏捷性、外郭硬度の全てが向上し、体当たりに加え、毒液の吐き出しで攻撃してくる。このイングがエネルギー転送モジュールを所持していた個体であり、それをパワードスーツが取り込んだことにより、サムスは惑星エネルギーを運ぶ能力とスナッチを無効化する体質を手に入れ、イングに対抗出来る唯一の存在となった。
スティーラーイング（ガーディアン）
スナッチを用いてサムスから能力を奪い、自ら吸収したウォリアーイング達。能力の吸収により突然変異が生じたため、身体が1回り以上大きくて体色が若干異なり、脚が鋭く大型化し頭部に刃物のような一角を持つ等といった違いがある。
オープニング時にサムスの装備の能力を奪うのだが、その前にログブックの装備欄に記載されていない能力を使う物も登場する。これはホレイトの聖堂に残されたルミナスの遺言から、ルミナス製の装備である（前述のようにルミナスと鳥人族は同盟関係だったため、技術に近似性がある）ことが語られている。
ダークミサイル兵
ミサイルの能力を取り込んだイングが銀河連邦兵士の遺体にスナッチしたもの。ストーリー進行上戦う必要がない敵で（サムスは連邦軍の物資コンテナから新たにミサイルを入手する）、ゲーム中盤以降ある所に行くと登場する。
スナッチにより、右腕の銃がミサイルランチャーに変化しており、ミサイルを発射するが、スナッチ対象が生命活動を停止しているので動作や反応速度が鈍く、サムスも強化された時期に戦うので、他のガーディアンと比べて脅威度は相対的に低い。
ボムガーディアン
ボムの能力を取り込んだイングが、アーゴンの捕食生物サンドワームの群れのリーダーメガサンドワームにスナッチした姿。
サンドワームは身体の両端それぞれに頭部と脳を持つという特異な姿のワームである。
ボムを設置しながら移動して、後ろの頭部にダメージが蓄積すると激昂し前の頭部から大量のボムを振り撒いて攻撃してくる。この時、頭部外殻が開いて弱点である単眼が露出、ダメージを与える事が可能になる。
ジャンプガーディアン
スペースジャンプの能力を取り込んだイング。スナッチはしておらずイング自身が戦闘を行う。
戦闘能力が大幅の上昇し、特にジャンプ力が大幅に増加して、大ジャンプからの着地によって地面に衝撃波を放つ事が可能。この際にあらゆる攻撃を防ぐエネルギーシールドを発生させる能力も獲得している。
ブーストガーディアン
ブーストボールの能力を取り込んだイング。スナッチはしておらずイング自身が戦闘を行う。
5本足状態と液体状態に加え、ボール状態への変身能力を獲得し、ブーストボールの使用でフィールドを壁に反射しながら高速で駆け回って突進する。ボール状態時は無敵だが、液体状態の時に何度もボムで攻撃する事で、直接ダメージが与えられる5本足状態に戻す事が出来る。
グラップルガーディアン
グラップリングビームの能力を取り込んだイングが、トーバスの小型捕食獣グランチュラーにスナッチした姿。
通常のグランチュラーやダークグランチュラーより体格がずっと大きくなり、眼も単眼になっている。また、グランチュラーの角から放電する能力が変化し、角からグラップリングビームを放出して対象に衝撃性の大ダメージを与えるようになっている。ただ、磁気を帯びた対象にビームを放つと自身も動きを封じられてしまう。元のグランチュラーと同様に背部外皮が剥がれ易く弱点となっており、完全に背部が破壊されるとビームの応用で磁気バリアで身を包み防御する。また、眼部が敏感で攻撃するとダメージは与えられなくとも一瞬混乱状態にすることが出来る。
スパイダーガーディアン
スパイダーボールの能力を取り込んだイングが、ピルバグにスナッチした姿。
スパイダーボールの能力を用いてボールトラック上を特定のルートで移動し、更に能力の応用で周囲に高威力の電磁フィールドを発生させる。戦闘中こちらはボール状態で戦う事になり、ボムで攻撃しても一定時間電磁フィールドを消して無害化出来るだけでダメージを与えられないが、ボムスロットを用いて相手の進行軌道を変え、フェイゾンタンクと衝突させることでダメージを与えられる。
パワーボムガーディアン
パワーボムの能力を取り込んだイングが、肉食植物スポーブにスナッチした姿。
花部からパワーボムを吐き出して攻撃する。またあらゆる攻撃を防ぐ強靭な表皮も全体に獲得しており、フィールド上の仕掛けを用いてダメージを与える事になる。
ダークサムス
サムスに酷似した姿を持つ、フェイゾンエネルギーの生命体。その正体や詳細に関してはリンク先を参照。
合計3回戦うことになり、戦うたびにパワーアップしてくる。それ以外にもイベントでエーテルのあちこちで現れるが、復活をサムスにアピールしたり通路の破壊・封鎖などで妨害してくる程度で戦闘にはならない。なお、ダークサムスは「ダーク」と名がついているが、通常世界からやってきた存在であるためライトクリーチャーであり、ダークビームが効く。
1回目（ダークサムス1）
低空を滑るように浮遊移動しながら散弾状のフェイゾンビームやフェイゾンのミサイルを使ってくる。また、こちらの接近やミサイルに対してはフェイゾンのバリアを張って防御する。動きが素早いため、ロックオンが非常に困難となっている。
一定ダメージを与えると、空中に上がってからの高エネルギーを纏っての体当たり（この攻撃は、2D作品に登場するサムスの技・シャインスパークに類似している）やスーパーミサイルも使ってくるようになる。これらの攻撃は、直線的ながら障害物なども破壊する威力を持ち、発動中はこちらの攻撃を受け付けない。
撃破すると、ダークサムスは爆散してフェイゾンの粒子となるが、実はこれはエネルギー体となって逃げたのであり、生き延びていたという事が判明する。
2回目（ダークサムス2）
より多くのフェイゾンを吸収した結果、これまでのサムスの能力を再現出来るようになった。アームキャノンを含む全武装が大幅にパワーアップをとげ、強化された1回目の攻撃に加えて、薙ぎ払いに使用する光線状のフェイゾンビームや、ブーストボールを使用してボール状になっての突進、更にパイレーツから奪取したステルスフィールド発生装置をアーマー内部に内蔵し、透明化する能力が追加されている。ブーストボール時などのエネルギーチャージ中は、常に、バリアを張っているので、ダメージを与えることが出来ない。ステルスフィールドは姿を完全に消す事が可能で、コンバットバイザーのままでは捕捉不能となる。体当たりやスーパーミサイルなど1回目の強力な攻撃も、ある程度ダメージを与えると使用してくる。また、着弾すると凍結してしまう、前作のアイススプレッダーや今作のエンタングラーに類似した効果を持つフェイゾンミサイルも使用する。
最終戦
最後の惑星エネルギーを回収し、ダークエーテルからの脱出を試みるサムスの前に現れる、更にフェイゾンを吸収したダークサムスの最終形態。過剰なフェイゾン吸収によって膨大なエネルギーを溜め込み、そのため攻撃を行って余剰エネルギーを放出しないと体が崩壊しかける副作用が現れているため、ほぼ全身に骨格や血管が見える姿になっている。ダークエーテル崩壊中に遭遇するため、制限時間付きの戦闘となり、第1段階・第2段階に分かれている。
第1段階（ダークサムス3）
体当たりやスーパーミサイルなど1回戦目の攻撃や2回戦目のブーストボールは使わないが、フェイゾンビームが太く強力になり、頻繁に照射してくる。常にステルスフィールドを展開するが、ダークサムスの発する膨大なフェイゾンエネルギーの影響で、捕捉に使用するバイザーは前回と異なっている。
第2段階（ダークサムスファイナル）
更にフェイゾンの暴走が進行し始めたダークサムスの最終段階。
フィールド中央の空中で静止し、放出するエネルギーを強力なバリアとして展開するエネルギー球体化能力が発現、同種のエネルギーであるフェイゾン以外での攻撃が一切効かなくなる。フェイゾンの暴走は攻撃面でも発揮され、こちらを追尾するフェイゾンエネルギーの炸裂弾、小型のフェイゾン粒子弾をばらまく攻撃を行う。だが、粒子弾はチャージビームで吸い取ることが可能で、アームキャノンで吸収、ビームとして照射する事でダメージを与えられ、これがこの形態に通用する唯一の攻撃手段となる。
アモービス
闇のアーゴンに存在するエネルギー制御装置の守護を行うガーディアン。
巨大なイモムシの姿で、ダメージを受けるごとに襲い掛かる個体数が増加して、最終的には3体同時に登場する。
卓越した地中移動能力を持ち、地表の敵を感知すると飛び出してきて、その巨体により押し潰してくる。外殻は破壊可能だが、破壊するとフィールド中央に存在するダークスフィアに身体を接続し、大量にダークエネルギーを吸収し外殻を再生し、鋭利な角で薙ぎ払ってくるなど外殻を攻撃にも転化してくる。接続中は、ダークエネルギー体を吐き出して、ライトパフ・ライトクリスタルの機能を妨害したり、他の個体と協力したダークビームの一斉掃射などを放つ。口内部が弱点だが、外部からは攻撃が出来ないので特殊な方法で体内から攻撃する必要がある。
ライトエーテルのアーゴンにある「アーゴンプラザ（中央広場）」にはこのアモービスと思われる巨大な石像が飾られており、ギャラリーモードではルミナス最強の装備であるライトスーツはアモービスのデザインをモデルとした描写もあるなど、元々は惑星エーテルの原生生物で、かつルミナスが特別視していた存在だったことを窺わせる描写がある。
フェイサーアモービス
エリア中央にある『ダークスフィア』と呼ばれる、ダークエネルギーを発する巨大な球体に身体を接続する事で、膨大なダークエネルギーにより外殻を再生、強化したアモービス。黒光りする外殻で、頭部から三つの角が生える。
ギガブログ
トーバスの水棲生物ブログの群れの中で最強最大の個体。
前部自体が3つの部位に割れる巨大な大顎で、一気に接近してこの大顎で噛み付いてくる他、超音波を弾丸として発射し遠距離攻撃を行う事が出来る。音波弾を受けるとダメージの他、バイザーや武器管理システムが一時的に撹乱されてしまう。全身が高硬度の外殻で覆われ破壊することが出来ないが、口内部のみ硬度が低く弱点となっている。
チャッカ
闇のトーバスに存在するエネルギー制御装置の守護を行うガーディアン。
巨大なトンボのような生物で、戦闘中に変態を遂げる。
チャッカラバ
チャッカの第1形態にて幼生。ヤゴにあたる形態だが、姿は魚類に近い。戦闘中も超高速で成長し続けている。
猛毒のダークウォーター内を自在に泳ぎ回り、跳び掛かりダークウォーターの波しぶきを行うほか、舌を伸ばしてこちらを捕食しようと引き寄せてくる。更に水中からはダークシュレッダーという雑魚敵が無限に湧いてくる。外皮は弾力性に富む上ライト・ダーク双方の攻撃に耐性があり、腹部の一部を除いてダメージをほとんど与えられない。
チャッカフライヤー
チャッカの第2形態で、チャッカラバの成長が終わり羽化した姿。4枚の翅を用いて高速で飛び回る。
普段はライト属性に耐性を持ち、滑空や腹部から吸い上げたダークウォーターを吐き出しての攻撃を行う。チャッカラバに比べ小柄だが外皮は大きく強化されており攻撃を受けても一時的な失神に陥るだけだが、失神中に翅の付根を攻撃する事で回復不能なダメージを与えられる。
翅にダメージを受けダークウォーターに落ちると今度はダーク属性をもつダークチャッカフライヤーに変化。腹部が弱点となるが、その腹部卵巣から未成熟な幼虫チャッカラウを大量に放出してくる。一定ダメージを受けると通常形態に戻る。
イングスマッシャー
ルミナスが対イング用に開発した戦闘用ドローンで、制御システムの管理下を外れたため侵入者を感知すると無差別に攻撃するようになった。
接近戦では先端がボール状の腕部を床に叩きつけての衝撃波を、遠距離戦では背部のミサイルランチャーを使用する。更に重装甲に加えて、腕部からほとんどの攻撃を無効化するエネルギーシールドを発生可能で防御力にも優れる。このエネルギーシールドはライト・ダークのいずれかの属性を持ち、逆属性のエネルギーで中和する事ができる。
攻撃対象であるはずのイングにスナッチされたダークイングスマッシャーも存在し、若干ライト属性への耐性が落ちているが全ての装備を使用する事が出来る。
ケアテイカー
ルミナスがブースト技術の実験に使用した電磁トラックタワーの防衛、メンテナンス用に開発した固定型メカノイド。
ボールトラック内に侵入者を感知するとセンサーユニットで位置を確認、可動式の電磁アームで攻撃し、対象が床に落下すると床に電撃を流して追い討ちをする。対象の位置情報の更新のためセンサーユニットと定期的に露出させる必要があり、その際ブーストボールで体当たりされると破損しダメージを受ける。
クアドラアクシス
闇のホレイトに存在するエネルギー制御装置の守護を行うガーディアン。
元々はルミナスが建造した最大の防衛兵器だったが、大規模なイングのスナッチ攻撃によって各パーツごとにイングが憑依、奪取された。スプリッターという同エリア内のメカノイドが巨大化したような姿で（実際にスプリッターをスケールアップしたもののようで、同じような回転攻撃をしたり、ダーククリーチャー化したスプリッターを生産・投下することも出来る）、自立飛行も可能な頭部・ヘッドユニットと、巨大な4脚を持つ歩行装置・レッグユニットから構成される。
主兵装としてヘッドユニットに搭載されたライト・ダークの両エネルギーを混合し発射する反物質砲を、さらにレッグユニットも中距離用のミサイルやビームバルカン、地面への衝撃波発生装置（ブーストボールで体当たりすることで破壊可能）など多彩な兵装を搭載している。レッグユニットが破壊され戦闘不能になると、ヘッドユニットを分離して通信機能によるヘッドユニットのシールド発生等の戦闘支援をし、通信機能も破壊されると今度はヘッドユニットが自立稼動し攻撃してくる。
ゲーム中で登場する完成したクアドラアクシスはこの1機のみだが、ライトエーテルのホレイトにおける同位置には各パーツに分離した建造途中のクアドラアクシスが放置されており、複数機生産する予定だったことが分かる描写がある。
エンペラーイング
最大のエネルギー制御装置が存在する暗黒の大空聖堂に待ち構える、イング達の親玉。膨大な量のフェイゾンによって巨大なエネルギーを取り込めるよう変質した身体に、最大のエネルギー制御装置から取り込んだ惑星エネルギーボール自体を本体のコアにして、最強のイングとなった。
戦闘中に以下のような変身を遂げ、姿や行動が著しく変化する。
アネモネ形態
エンペラーイングの第1形態。地面にボディが固定されていて、ヘッドから無数の触手を伸ばす姿は、その名の通りさながらシーアネモネ（イソギンチャク）である。
アネモネヘッドから形成された複数の触手による攻撃を行い、薙ぎ払いやライトポータルで触手先端をワープさせての突き、ダークエネルギーの衝撃波やエネルギー球などで攻撃してくる。触手の数はダメージを受けるごとに増加していく。
触手が全て破壊されると再生のためヘッドが一時的にボディと同化、コアが剥き出しの状態となり、コアのエネルギーを収束した強力なビームで攻撃してくる。コアはシールドで防御しているが自身へのエネルギー供給のため完全に閉じる事が出来ず、その隙間が弱点となっている。
クリサリス形態
エンペラーイングの第2形態。ダメージを受けたエンペラーイングが再生を図るべく形成した巨大な蛹で、強磁気を放つ超高硬度の甲殻で覆われている。そのため、スパイダーボールで甲殻に張り付きながらの戦闘となる。
甲殻周囲には11箇所の老廃物排泄口があり、周囲一帯に猛毒のガスの噴出とそこから触手を伸ばして攻撃してくるが、この触手が弱点。また甲殻表面にも無数の影のような雑魚敵を発生させる。なお、攻撃に時間をかけすぎると毒ガスが上昇し行動範囲が狭まるため、こちらにとって状況が悪化する。
スパイダー形態
再生を終えたエンペラーイングの最終形態。タテガミのような器官や3本の刃物状の角などを持つ、非常に巨大なウォリアーイングの姿をしている。
急激な自己再生により心臓部が不安定な状態で、ある程度心臓部を攻撃すると心臓部の属性がライト・ダークに変化を繰り返すようになっている。心臓部への反対属性の攻撃でのみダメージを与えることが出来るようになる。
角から凍結効果があるダークビームや超高温のライトビームの照射、無数のポータルを発生させてのビーム乱射、群生型の小型クリーチャーの大量召喚、大ジャンプからの地面への衝撃波、力を溜めてからの突進や滑るような高速移動や爪での切り裂きなど、多種多彩かつ強力な攻撃を無数に持つ。

## マルチモード
シリーズ初の対戦モード。2種類のルールと6種類のステージがある。
使用出来るステージは、アドベンチャーモードの進行に応じて増加していく。また、ポーズ画面でBGMの設定が可能で、こちらも進行に応じて使用できる種類が増加する（デフォルトでは『スーパーメトロイド』のエリア・ブリンスタのもののアレンジが使用されている）。

### ルール
デスマッチ
対戦相手を倒した数を競う。プレイヤーの一人が目標撃破数に到達するか、タイムアップで終了となる。
コインモード
対戦相手にダメージを与えた際に落とすコインの所持枚数を競う。落とすコインの数は与えるダメージが多いほど増加する。プレイヤーの一人が目標獲得数に到達するか、タイムアップで終了となる。

### アイテム
初期装備アイテム - スタート時に装備していて復帰しても、無くならないアイテム
パワービーム・チャージビーム・ミサイル（補充しないと使えない）・コンバットバイザー・ダークバイザー・グラップリングビーム・モーフボール・ボム・パワーボム（補充しないと使えない）・ブーストボール・スパイダーボール・スペースジャンプ・グラビティブースト
なお、スーパーミサイルは下記のようにミサイルと別アイテム扱いで、チャージコンボは使用出来ない。
アイテムボックスから入手できるアイテム - ステージ内にあるアイテムボックスを壊すと入手出来るが倒されて復帰すると、なくなってしまう
ダークビーム（ダークアモ50発分）・ライトビーム（ライトアモ50発分）・アナイアレイタービーム（ダーク・ライトアモ共に、50発）・パワーボム（3発）
ホログラムエリアから入手できるアイテム - 一定時間か、1回使い切りの効果
デスボール - 一定時間、ボールで相手に接触すると、即死させることが出来る。『ハンターズ』に同効果のアイテム「デストランス」として登場。
ハッカーモード - スキャンバイザーを使って相手をスキャンすると、その対象にウイルスを植え付けてエネルギーを消耗させる。
透過モード - 一定時間相手の視界から消え、不可視状態になる。十字キーでダークバイザーにすると、可視状態になり、赤く表示され見えるようになる。『ハンターズ』にアイテム「クローク」として再登場。
無限ビームアモモード - 一定時間、ビームアモを消費しない（アモ残量表示は、250と表示される）。各種ビームを所得している時に出現するとは限らないが、アモ残量が0の場合でも、普通に撃つことが出来る。
無敵モード - 一定時間ダメージを受けない。ただし、コースアウトすると死亡。
無限ミサイルモード - 一定時間ミサイルを消費しない（残量表示は、250と表示される）。ミサイル残量が0でも撃てる。
攻撃力2倍モード - 一定時間、攻撃力が2倍になる。『ハンターズ』にアイテム「ダブルダメージ」として登場。
相手を倒したときに出現（スーパーミサイル以外）・エリアの各地に落ちているアイテム
スーパーミサイル（一定時間ミサイルがスーパーミサイルに強化される。チャージコンボではないため連射も利き1発につき1発分の消費。25発分補充される）
ミサイル（5発補充）
エネルギーボール（紫の10回復と赤の30回復が存在する。シングルプレイヤーと比べ、若干四角い形をしている）
パワーボム（1発補充）
ビームアモの補充アイテムは存在しないため、アモ切れになると再度アイテムボックスから入手する必要がある。また、シングルプレイヤーと違い、アモ切れでも、チャージして通常弾を撃つことも出来ない。なお、アモの消費量は、シングルプレイヤーモードと同じ（通常は1、チャージは5）。

### ステージ
サイドホッパーステーション
メトロイドシリーズに登場する雑魚敵サイドホッパーをモチーフとしたステージ。
外に見える星は前作の舞台である惑星ターロンIVである。
グラップリングビームを使うことが可能で、利用して二階に上がることが出来る。また、ボールキャノンを使って、向こう岸に行くことも可能。
クロスファイア
シンプルなステージ。
一部の壁を破壊することが可能で、 破壊するとアイテムを取ることが出来る。
シューティングギャラリー
ギガタレットを使うことが出来る。ギガタレット使用中は、自分のエネルギーがタレットの耐久力に変わる（タレットを破壊されるか、タレット後方のボムスロットを起動された場合、強制的にやられてしまう）。なお、タレットに入りなおすと、エネルギーがリセットされる。ダークウォーター（有毒液）があり、上を覆っている金網を壊して、相手を落とすことも出来る。
スパイダーコンプレックス
スパイダーボールでくっつく所がある。
これを利用して、2階に上がったり、ブーストボールを使って、アイテムを取ることも出来る。
スパイアー
2つのフロアに分かれている。シングルプレイヤーで、ある程度ストーリーを進め、ある所へ行くと遊べるようになる。
パイプライン
水中のステージ。
グラビティブーストが最初から装備されており、グラビティブーストを使い、一定時間水中内を浮遊移動することが出来る。このステージもシングルプレイヤーで、ある程度ストーリーを進め、ある所へ行くと遊べるようになる。